# Karl-Heinz Stengel

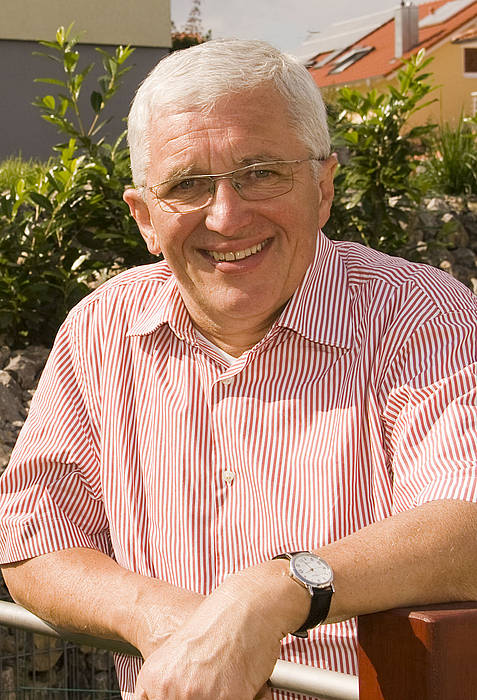
Karl-Heinz Stengel, 2012

Karl-Heinz Stengel (* 5. März 1952 in Pforzheim) ist Ministerialrat beim Landesrechnungshof Baden-Württemberg und war langjähriger Präses des CVJM-Gesamtverbandes in Deutschland e. V.

## Leben
Stengel absolvierte 1969 nach dem Besuch der Höheren Handelsschule als Regierungsinspektoranwärter bei der Allgemeinen Finanzverwaltung Baden-Württemberg eine Ausbildung zum Diplom-Finanzwirt (FH). Von 1974 bis 1977 war er in der Vermögensverwaltung der Oberfinanzdirektion tätig, bevor er ins Finanzministerium Baden-Württemberg wechselte und dort für die Verwaltung der Grundstücke, Gebäude, Schlösser und die Unterbringung der Landesbehörden in der Region Nordschwarzwald zuständig war. Von September 1983 bis 30. September 2017 war Stengel beim Rechnungshof Baden-Württemberg beschäftigt, wo er 1995 die Referatsleitung für Organisations-, Personalbedarfs- und Wirtschaftlichkeitsuntersuchungen in der Landesverwaltung Baden-Württemberg übernahm. Zuletzt war er beim Landesrechnungshof als Ministerialrat stellvertretender Abteilungsleiter.
Bereits seit 1967 engagiert sich Stengel ehrenamtlich im CVJM. In seinem Heimat-CVJM in Wilferdingen war er als Jungschar- und Jungenschaftsleiter aktiv, wo er 16 Jahre lang den Vorsitz hatte. Im CVJM-Gesamtverband war er von 2003 bis 2019 Präses des größten christlich-ökumenischen Jugendverbandes in Deutschland. Eine der wichtigsten Weichenstellungen während seiner Amtszeit sei die Gründung der CVJM-Hochschule im Jahr 2009. Bis heute ist er im CVJM Baden, im Stiftungsrat der „Wertestarter“ Berlin und der Generalversammlung des Christlichen Jugenddorfwerks Deutschlands aktiv. 30 Jahre lang war er als Kirchengemeinderat der Evangelischen Gemeinde Wilferdingen tätig und ist seit der Gründung der Diakoniestation Remchingen e. V. im Jahr 1993 ihr ehrenamtlicher Vorsitzender.

## Privates
Karl-Heinz Stengel ist verheiratet mit seiner Frau Wilma. Das Paar lebt in Wilferdingen und hat vier Kinder.

## Auszeichnungen und Ehrungen
- 2010: Goldenes Weltbundabzeichen des internationalen CVJM[4]
- 2012: Verdienstorden des Landes Baden-Württemberg[5]
- 2019: George-Williams-Medaille[6]
- 2019: Philippus-Medaille der CVJM-Hochschule[7]